# شیرآباد (زاهدان)
شیرآباد، روستایی است از توابع بخش کورین شهرستان زاهدان در استان سیستان و بلوچستان ایران.

## جمعیت
این روستا در دهستان کورین قرار داشته و براساس آخرین سرشماری مرکز آمار ایران که در سال ۱۳۸۵ صورت گرفته، جمعیت آن 1560 نفر(۵۹خانوار) بوده‌است.

## پی نوشت و منابع
1. ↑  درگاه ملی آمار ایران